# News Gothic
News Gothic est une police de caractères sans empattements dessinée en 1908 par Morris Fuller Benton pour American Type Founders. Elle est proche de Franklin Gothic, du même créateur, mais présente moins de graisse.